# Птолемей Гефестион
Птолеме́й Хенн, или Птолеме́й Гефестио́н (II век), — греческий писатель первой половины II века, чьё сочинение «Новая история для многознающих» в 7 книгах сохранилось в подробном пересказе патриарха Фотия (кодекс 190 «Библиотеки»).
Согласно словарю Суды, он жил в Александрии, был современником Траяна и Адриана, грамматиком, сыном Гефестиона, по прозвищу Хенн. Суда называет среди его трудов «Удивительные истории», драму «Сфинкс» и поэму «Анфомер» в 24 песнях.
Тема его сохранившегося сочинения, посвященного некоей Тертулле, — различные уникальные мифографические и частью исторические сведения, которые претендуют на сообщение ценной информации, но на деле являются мистификацией автора, снабженной «лженаучным аппаратом».
Подход автора пародирует все основные существовавшие в то время в греческой филологии методы: истолкование непонятных мест классиков, ложные этимологии, ссылки на источники, приведение нескольких вариантов мифа, списки тёзок.
Изложение не носит полностью связного характера, это цепочка псевдоистолкований, однако тенденцию можно выявить: в I книге решаются в основном «гомеровские вопросы», во II книге преобладают мифы о Геракле, в книге III — продолжение рассказов о Геракле и факты «удивительных совпадений» в истории, в книге IV большая часть текстов посвящена Елене и «Еленам», в книге V много места занимает чтение книг, книга VI в значительной части посвящена Ахиллу, а в книге VII центральная тема — прыжки с Левкадской скалы.
Связи мотивов с другими текстами невелики:
- Воспитатель Зевса Олимп, упоминаемый Диодором[1].
- О превращении Одиссея в коня говорит и Секст Эмпирик[2].
- Служанка Елены Астианасса упоминается в словаре Суды[3].

Фотий называет его «выдумывающим лживые басни». Современные авторы признают «откровенную выдуманность» его текстов, называя его мистификатором.
Тем не менее, ссылки на него продолжают встречаться в научной литературе:
- В энциклопедию Любкера включены две выдуманные Птолемеем Елены[6] и Евфорион[7].
- А. Ф. Лосев признаёт рассказы об Аполлоне любопытными[8].
- Рассказ об Эриманфе включен в энциклопедию «Мифы народов мира»[9].
- В нескольких случаях варианты Птолемея приводит Р. Грейвс в «Мифах Древней Греции».
- Г. Надь использует рассказ о прыжке Афродиты для реконструкции архаических мотивов в легенде о Сапфо и Фаоне[10].

Имя Евфориона, встречающееся только у Птолемея Гефестиона, Гёте дал сыну Фауста и Елены, появляющемуся в III акте второй части «Фауста» и представляющему аллегорию личности Байрона.

## Мифы о богах
- Феодор с Самофракии сообщает, что Зевс, родившись, не переставал смеяться семь дней, почему число семь считается священным (кн. VII).
- Могила Зевса, которую показывают на Крите — на деле могила критянина Олимпа, который воспитал Зевса и научил божественным деяниям. Но Зевс убил своего приёмного отца, потому что тот побуждал гигантов атаковать его сзади. Зевс горевал о покойном и дал своё имя могиле (кн. II).
- Адонис был андрогином и вел себя как мужчина с Афродитой и как женщина с Аполлоном (кн. V).
- Эриманф, сын Аполлона, был наказан, ибо увидел Афродиту после встречи с Адонисом, а раздраженный Аполлон превратился в вепря и убил Адониса, пробив его доспехи (кн. I).
- Рассказывая о водах Стикса в Аркадии[13], автор сообщает, что пока Деметра искала дочь, явился Посейдон, и она в гневе превратилась в кобылу и пришла в этом облике к источнику, злясь на который, она сделала его воды черными (кн. III).
- Дионис[14] был возлюбленным Хирона, который научил его песням и танцам, вакхическим обрядам и инициациям (кн. IV).

## Рассказы о героях
- Кадм и Гармония превратились во львов (кн. I).
- Тиресий претерпел 7 превращений, и критяне называли его дочерью Форбанта (кн. I).
- Ботрий из Минда говорит, что все дети Ниобы были убиты Аполлоном[15](кн. I).
- Флейтист Марсий родился во время праздника Аполлона, когда содранные кожи жертв предлагают богу (кн. III).
- Гермес, влюбленный в Полидевка, подарил ему фессалийского коня Дотора (кн. VII).
- Гилл, сын Геракла, имел маленький рог на правой части лица, и Эпопей из Сикиона забрал его, после того как убил Гилла в поединке. Он наполнил его водой из Стикса и стал царем (кн. III).
- Орест родился во время праздника Деметры Эринии (кн. III).
- О тростнике, который шумел об ушах осла у Мидаса (кн. III).
- Кентавр Ламий, схваченный за прелюбодеяние, был убит евнухом Пирифом либо Тесеем (кн. III).
- Титий пытался напасть из засады на Александра (кн. III).
- Афинодор из Эретрии сообщает в восьмой книге записок, что Фетида и Медея в Фессалии спорили о том, кто красивее. Судьей был Идоменей, который присудил победу Фетиде, а Медея в гневе сказала, что «все критяне лжецы» и наложила на него проклятие, что он никогда не скажет правду. Во второй книге «Мифов о городах» Афинодор называет автором этого рассказа Антиоха (кн. V).
- Автор пишет о «Тараксиппе» в Олимпии и о двух Миртилах, отце и сыне (кн. IV).
- Ил, отец Лаомедонта, имел плюмаж из лошадиных волос, его же носили Меланипп и Идей среди сыновей Приама (кн. V).

### Геракл
- Геракл при рождении был назван Нилом, когда он спас Геру, убив напавшего на него безымянного гиганта, он изменил имя, ибо избежал гнева Геры (кн. II).
- Нирей из Симы, который был возлюбленным Геракла, помогал ему победить Геликонского льва. Другие говорят, что Нирей был сыном Геракла (кн. II).
- Этолиец Стихий, который был возлюбленным Геракла, был убит им, когда тот обезумел и убил своих собственных сыновей, и он единственный, которого Геракл оплакивал. Когда тело Стихия вскрыли, обнаружили волосатое сердце (кн. VII).
- Безумного Геракла излечил Антикирей, который нашел лекарство в Фокиде, которым она изобиловала; другие дают различные версии излечения (кн. II).
- Аристоник из Тарента сообщает, что средняя голова гидры была из золота (кн. II).
- Александр Миндский говорит, что змей, рожденный землей, вместе с Гераклом сражался против Немейского льва. Геракл кормил его, и тот сопровождал его в Фивы и оставался в шатре, это он съел воробьёв и был превращен в камень[16] (кн. II).
- Немейский лев откусил Гераклу один из пальцев, у него их было только девять, и он воздвиг гробницу этому пальцу[17]. Другие авторы говорят, что он потерял его от удара дротика, а в Спарте над могилой пальца стоит каменный лев, и это символ мощи героя. С тех пор каменных львов ставят на могилах, хотя другие авторы дают иные объяснения (кн. II).
- Геракл носил не шкуру Немейского льва, но гиганта Льва, которого Геракл убил в поединке (кн. V).
- Гера, которая сражалась на стороне Гериона, была ранена Гераклом в правый бок (кн. II).
- Кориф из Иберии, который был возлюбленным Геракла, первым изготовил шлем, и тот носит его имя (кн. II).
- Дракон, который охранял золотые яблоки, был братом Немейского льва (кн. V).
- «Арго» была построена Гераклом в Оссе в Фессалии; её имя было дано от Аргоса, сына Ясона, которого любил Геракл. Из-за него Геракл предпринял путешествие с Ясоном в Скифию (кн. II).
- Геракл любил Нестора (кн. II).
- Так как Адониса любили и Афродита, и Геракл, Афродита научила Несса, как поймать Геракла в ловушку (кн. II).
- Геракл покончил с собой в огне, потому что в возрасте 50 лет не смог натянуть лук (кн. I).
- Не Филоктет, а Морсим из Трахина зажег костер Геракла (кн. II).
- С костра Геракла слетела стая саранчи, которая опустошала окрестности как чума, пока не была уничтожена (кн. II).
- Абдер, возлюбленный Геракла, был братом Патрокла (кн. V).
- Абдер, возлюбленный Геракла, был убит Тесеем, когда пришел сообщить ему о том, что герой взошел на костёр (кн. II).
- Ропал — сын Геракла, в один день он принёс отцу почести как герою и как богу (кн. III).
- Кто написал гимн, который поют в Фивах в честь Геракла и где его называют сыном Зевса и Геры? (кн. III)

### Троянская война
- Говорят, что настоящее имя Елены было Эхо, так как она умела подражать голосам. Еленой её назвали, ибо Леда родила её в болотистом месте. Местечко Сандалион в Спарте названо так из-за сандалии Елены, которая упала, когда Александр преследовал её здесь (кн. IV).
- Цветы Елены растут на Родосе, они получили её имя, ибо выросли под деревом, где Елена повесилась. Тот, кто ест их, неизбежно поссорится. Елена была захвачена Менелаем и вышла за него замуж (кн. IV).
- Елена — первая, кто придумала бросать жребий, и она выбрала Александра (кн. IV).
- Она была дочерью Афродиты (кн. IV).
- Гера получила от Афродиты вышитый пояс и передала Елене, его украла служанка Елены Астианасса, у которой его забрала Афродита (кн. IV).
- Пан — это морская рыба из семейства китов, чья внешность напоминает Пана. В её теле находят камень «астерит», который, выставленный на солнце, воспламеняется. Кроме того, камень дает привлекательность. У Елены был такой камень, на котором было изображение рыбы-пана, и она использовала его как печать.
- Некоторые говорят, что Елена была похищена Александром, пока охотилась на горе Парфений. Из-за его красоты она следовала за ним как собака (кн. IV).
- Аркадец Перитан вступил в связь с Еленой, когда та жила с Александром в Аркадии; Александр, чтобы наказать его, оскопил его, и поэтому аркадяне называют евнухов «пеританами» (кн. I)
- На свадьбе Пелей получил меч от Гефеста, драгоценности от Афродиты с изображением Эроса, лошадей Ксанфа и Балия от Посейдона, от Геры хламиду, от Афины флейту, от Нерея корзину с солью, называемой божественной (кн. VI).
- Ахилл был назван «спасенным из огня», и отец назвал его Ахиллом, так как одна из его губ была обожжена (кн. VII).
- Фетида сжигала в тайном месте детей, которых имела от Пелея[18]. Шесть были сожжены, а Ахилла Пелей вырвал из пламени (только нога была сожжена) и передал Хирону. Тот выкопал тело погребенного в Паллене гиганта Дамиса (самого быстрого из гигантов), извлек кость (астрагал) и вставил в ногу Ахилла. Когда Аполлон преследовал Ахилла, эта кость выпала, Ахилл упал и был убит (кн. VI).
- По другому рассказу, Поэт называет его Подарком, потому что Фетида дала новорожденному крылья Арки, а Подарк значит, что его нога (пода) имеет крылья Арки (кн. VI).
- Арка была дочерью Тавманта и сестрой Ириды. Обе они имели крылья, но во время войны Арка бежала из лагеря богов и присоединилась к титанам. После победы Зевс забрал её крылья перед тем, как сбросить её в Тартар и, придя на свадьбу Пелея и Фетиды, подарил их Фетиде (кн. VI).
- Речной бог Скамандр имел сына Мелоса, который был красавцем, и Гера, Афина и Афродита поссорились из-за того, чьим он будет жрецом. Парис присудил его Афродите, поэтому рассказывают басню о яблоке (кн. VI).
- Когда Александр похитил Елену, Менелай в Гортине на Крите пообещал Зевсу гекатомбу (кн. V).
- Когда греки прибыли в Авлиду, Агамемнон застрелил дикую козу[19], посвященную Артемиде; Калхант предсказал, что Агамемнон должен посвятить свою дочь Ифигению Посейдону, когда он отказался, греки сместили его и назначили Паламеда царем (кн. V).
- Эпипола из Кариста, дочь Трактиона, скрыла свой пол и отправилась на войну вместе с греками, её разоблачил Паламед, и греки забили её камнями (кн. V).
- Аристоник из Тарента сообщает, что Ахилл, когда жил среди девушек в доме Ликомеда, носил имя Керкисера, также его звали Исса, Пирра[20], Аспет[21] и Прометей (кн. I).
- Ахилла сопровождал наставник Ноемон из Карфагена, а Патрокла — Евдор[22](кн. I).
- Антипатр из Аканфа сообщает, что Дарет, который написал «Илиаду» ранее Гомера, был наставником Гектора и получил от него обещание не убивать спутника Ахилла (кн. I).
- Он же говорит, что наставником Протесилая был Дардан из Фессалии, а Антилоху Нестор дал наставником Халкона (кн. I).
- Отец Одиссея дал ему наставника по имени Мюиск с Кефаллении, чтобы сопровождать его (кн. I).
- Балий и Ксанф, кони Ахилла, некогда принадлежали гигантам, и только они сражались на стороне богов против своих братьев (кн. V).
- Приам молил Ахилла о теле Гектора вместе с Андромахой и её детьми (кн. VI).
- Гелен, сын Приама, был возлюбленным Аполлона и получил от него серебряный лук, которым ранил Ахилла в руку (кн. VI).
- Ахилл, убитый Пенфесилеей, был воскрешен по просьбе Фетиды, чтобы вернуться в Аид, когда убьет Пенфесилею (кн. VI).
- Приам был возлюбленным Зевса и получил от него золотую лозу, которую он подарил Еврипилу, сыну Телефа, за союз с ним (кн. VI).
- Филоктет на Лемносе был излечен Пилием, сыном Гефеста, от которого научился натягивать лук (кн. VI).
- Филоктет умер от укуса змеи (кн. V).
- Александр был убит Менелаем ударом копья в бедро (кн. V).
- Елена родила дочь от Александра, они не приходили к согласию, как её назвать, ибо он хотел назвать её Александра, а она — Елена, после игры в бабки ребёнок получил имя матери. Когда Троя была взята, Гекуба убила эту дочь (кн. IV).
- Ахилл и Деидамия имели двоих детей: Неоптолема и Онира. Онир был убит Орестом, который не узнал его, сражаясь с ним в Фокиде за место для палатки (кн. III).
- Когда Одиссей потерпел кораблекрушение у Тилы в Сицилии, щит Ахилла был выброшен у памятника Аяксу. Помещенный туда, он был поражен молнией на следующий день (кн. V).
- Одиссей в земле тирренцев участвовал в состязании флейтистов и выиграл его, исполняя «Падение Илиона» Демодока (кн. VII).
- Кентавры, которые бежали от Геракла в Тирсению, умерли от голода, заслушавшись песен сирен (кн. V).
- Телемах был обречен на смерть сиренами, когда они узнали, что он сын Одиссея (кн. VII).
- Некоторые авторы сообщают, что Елена, прибыв в Тавроскифию с Менелаем в поисках Ореста, была принесена вместе с ним в жертву Артемиде Ифигенией. Другие сообщают, что во время плавания Фетида вернула её домой, превратив в тюленя (кн. IV).
- На Счастливых островах от Елены и Ахилла родился крылатый ребёнок по имени Евфорион (получивший имя от плодородия этой земли) (кн. IV).
- Зевс поймал его и сбросил на землю на остров Мелос, где бог продолжил погоню и превратил здешних нимф в лягушек, ибо они похоронили его (кн. IV).

## Гомероведение
- Фантасия из Мемфиса, дочь Никарха, раньше Гомера составила рассказ о Троянской войне и приключениях Одиссея. Эти книги хранились в Мемфисе, Гомер прибыл туда и получил копии от писца Фанита, и сочинял, вдохновляясь этими текстами (кн. V).
- Строчка Гомера о ране Менелая («но тебя, Менелай, не оставили жители неба»[23]) была спародирована пифийским богом, который заменил Менелая на Менедема. Вопрос был задан на празднике, организованном императором Августом. Менедем из Элеи, сын Буния, показал Гераклу, как с помощью реки очистить Авгиевы конюшни, он сражался на стороне Геракла против Авгия, был убит и похоронен в Лепреоне близ сосны. Геракл установил игры в его честь и на них сражался с Тесеем, так как схватка была равной, зрители заявили, что Тесей — второй Геракл (кн. V).
- Аполлон устроил погребальные игры по Пифону. В них участвовали Гермес и Афродита, она выиграла и получила в награду кифару, которую подарила Александру. О кифаре упоминает Гомер[24] (кн. VII).
- Гомер называет Патрокла лучшим в уходе за лошадьми, ибо тот получил это искусство от Посейдона, который был влюблен в него (кн. I).
- В чем смысл слов Гомера о Елене, которая «голосу наших возлюбленных жен подражая искусно…»[25]? — Елена была дочерью Гелиоса и Леды, и её звали Леонта. Это было из-за негодования Афродиты на Менелая, который обещал богине гекатомбу за брак, и не пожертвовал её (кн. IV).
- Автор рассуждает о речи богов и речи людей у Гомера. Ксанф — единственная река, бог которой — сын Зевса (кн. IV).
- Одиссей получил имя «утис» (Никто), ибо имел большие уши. Однако во время дождливого дня его мать не могла удержать его на стороне дороги и поэтому назвала Одиссеем (кн. I)
- Ир, о котором упоминает Гомер, был беотийцем (кн. V).
- О плоте Гигона на краю Океана, который можно было сдвинуть только асфоделем, а не силой (кн. III).
- Растение «моли», о котором говорит Гомер, выросло из крови гиганта, убитого на острове Кирки, это был белый цветок. Гелиос был союзником Кирки и убил гиганта. Битва была тяжелой (μῶλος), так и назвали растение (μῶλυ, кн. IV).
- В Тиррении есть Башня Моря, получившая имя от Моря — тирренской отравительницы, которая была служанкой Кирки и бежала от неё. Именно к ней прибыл Одиссей. Своими снадобьями Море превратила его в коня и держала его, пока он не умер от старости. Так толкуются слова Гомера о «смерти от моря»[26] (кн. IV).

## Толкование поэтов и писателей и сведения о них
- Гипермен в «Истории Хиоса» рассказывает, что у Гомера был слуга Скиндапс, хиосцы оштрафовали его на 1000 драхм за то, что он не сжег тело своего хозяина, а человек, который изобрел инструмент скиндапс, был эретрийцем, сыном флейтиста Пойкия (кн. VI).
- Архелай с Кипра сообщает, что Елена из Гимеры, дочь Микифа, была возлюбленной поэта Стесихора, она оставила его и ушла к Бугпалу. Поэт, желая защитить себя от обвинений в глупости, написал, что Елена ушла по его собственному желанию. Рассказ, что Стесихор ослеп, ложен (кн. IV).
- Акесталийские птицы, которых искали в поэме Стесихора (кн. III).
- Плесиррой фессалиец, автор гимнов, был возлюбленным Геродота и его наследником. Он составил предисловие к I книге «Истории» Геродота, которая первоначально начиналась: «По словам сведущих среди персов людей…» (кн. III)
- Персонаж I книги «Истории» Геродота, убитый Адрастом (сыном Гордия)[27], носил имя Агафон, и был убит в ссоре из-за перепела (кн. I).
- Жену Кандавла, имя которой не называет Геродот, звали Ниса, у неё были двойные зрачки и пронзительный взгляд, и она получила камень от змей, благодаря этому дару она разглядела Гигеса. Другие сообщают, что её звали Тудун или Клития. Абант сообщает, что её звали Абро. Её имя Геродот предал забвению, ибо его возлюбленный Плесиррой повесился от несчастной любви к женщине Нисии из Галикарнаса (кн. V).
- Неоптолем Макиот был единственным, кто узнал от дельфийца Эфоса оракулы Фемонои, именно об этом Эфосе говорит Геродот в I книге «Истории»[28], не называя имени (кн. IV).
- Поэт Эпихарм был потомком Ахилла (сына Пелея) (кн. I).
- Строка «кобылы Прокла будут есть зеленый псалаканф» неизвестна Каллимаху, а является шуткой комика Евбула. Псалаканф — это египетское растение, которое дает здоровье и победу, когда им украшают лошадей. По другой версии, Псалаканфа — нимфа с острова Икария, которую пленил Дионис, и она помогла ему добиться Ариадны под условием, что он будет также принадлежать ей, а Дионис отказался. Бог превратил её в растение, а затем раскаялся и поместил растение на венец Ариадны, который занял место среди созвездий. Некоторые говорят, что растение напоминает полынь, по другим — донник (кн. V).
- Евфорион в «Гиацинте» приводит строку: «Только Кокит смоет раны Адониса». Её смысл: Кокит — имя ученика, которого Хирон учил медицине, и который заботился об Адонисе, раненном вепрем (кн. I).
- Ликофрон в «Александре» пишет об убийце кентавров — это, по мнению Птолемея Гефестиона, сирены (кн. VI).
- Именно Ясон, а не Полидевк, сражался с Амиком, и место, где они сражались, получило имя «Копья Ясона», а рядом появился источник, названный Еленой. Так проясняется смысл эпиграммы Кринагора (кн. V).
- Обсуждение составления гимнов в разных городах. Поэт Филостефан из Мантинеи никогда не использовал верхнюю одежду (кн. III).
- Матрис из Фив, автор гимнов, жила на листьях мирта (кн. III).

Рассказы о книгах:
- После смерти Деметрия из Скепсиса у его изголовья нашли книгу Теллиды; у изголовья Тирониха из Халкиды нашли «Ныряльщиков» Алкмеона; у изголовья Эфиальта — «Нарушителей справедливости» Евполида; у изголовья Александра Македонского — «Евнид» Кратина, у Селевка Никатора — «Труды и дни» Гесиода (кн. V).
- Керкид, законодатель из Аркадии, завещал, чтобы вместе с ним похоронили I и II книги «Илиады» (кн. V).
- Помпей Великий никогда не отправлялся на войну, не прочитав XI книгу «Илиады», ибо восхищался Агамемноном (кн. V).
- Цицерон был обезглавлен, когда в носилках читал «Медею» Еврипида (кн. V).

## Исторические события и персонажи
- Эзоп, убитый дельфийцами, воскрес и сражался на стороне греков при Фермопилах (кн. VI).
- Евпомп с Самоса воспитал дикого змея, говорили, что это его сын, его звали Дракон, и он мог видеть на 20 стадиев. За 1000 талантов он отправил его служить Ксерксу и сидя с ним под золотым платаном, рассказывал о морском бое между греками и варварами и подвиге Артемисии (кн. III).
- Человеком, который превзошел каждого благочестием, был, по некоторым, Антигон из Эфеса, а по другим — Лукий из Гермионы, о котором Теофраст говорит в своих письмах (кн. III).
- Гетера Лаида, которая подавилась оливковой косточкой (кн. I).
- Отцом Александра был не Филипп, а человек по имени Дракон из Аркадии, поэтому возникла легенда о змее (кн. III).
- Александр в Эфесе увидел картину, на которой был изображен Паламед, убитый с помощью уловки, а жертва походила на Аристоника, партнера Александра по игре в мяч (кн. I).
- Полизел из Кирены никогда не смеялся, отчего его прозвали Агеласт (кн. III).
- Кулачный боец Диогнет с Крита победил в состязании, но не получил венок от элейцев, ибо соперник, которого он убил, носил имя Геракла, как герой. Этого Диогнета критяне почитают как героя (кн. V).
- Пёс Птолемея сражался за своего хозяина. Когда пёс умер, обнаружилось, что у него волосатое сердце, он был молосской породы, и звали его Бриарей (кн. III).
- Ампбиар получил своё имя, потому что родители его матери молились, чтобы она родила его без горя (кн. III).

Удивительные совпадения в истории:
- На могиле Амика вырос красный лавр, и те, кто пробовали его, одерживали победы в кулачном бою. Антодор одержал 13 побед, но был побежден Диоскором из Феры в 14 раз, как и сам Амик был побежден одним из Диоскуров (кн. III).
- Крёз был зачат во время праздника Афродиты, когда лидийцы проводят шествие и украшают богиню своим богатством (кн. III).
- Слуга лирического поэта Ивика, которого звали Геракл, был сожжен заживо за то, что сговаривался с разбойниками против хозяина (кн. III).
- Отец Фемистокла принес в жертву быка, когда было объявлено рождение сына, он выпил кровь жертвы и умер (кн. III).
- Дарий, сын Гистаспа, выброшенный матерью, был вскормлен лошадиным молоком всадником Спаргаписом, и стал царем благодаря реву лошади (кн. III).
- Филипп в детстве по вечерам стрелял из лука в падающие звезды, и Диогнет предсказал, что ребенок будет повелевать многими людьми. Астер — имя того, кто от такой стрелы потерял глаз (кн. III).
- Беременная мать Клавдия съела несколько грибов, а Клавдий умер, когда съел эти же грибы, но отравленные (кн. III).

## Пародии на справочники
- Во время Троянской войны было много знаменитых Елен (кн. IV):
  - дочь Эгисфа и Клитемнестры, которую убил Орест;
  - та, которая помогла Афродита в её любви к Адонису;
  - дочь обитателя Эпидамна, кого жители города почитали как Афродиту, ибо она раздала серебро во время голода;
  - дочь Фаустула, приёмного отца Ромула и Рема.
  - Еленой также звали женщину, которая съедала по три собаки в день;
  - а также сестру Дикеарха, сына Телесина, и еще восемнадцать других, среди которых
  - дочь афинянина Мусея, которая описала Троянскую войну, от неё Гомер узнал тему своей поэмы, и это её ягнёнок мог говорить на двух языках;
  - еще одна Елена была дочерью этолийца Титира, она вызвала Ахилла на поединок и ранила его в голову, но рана была не смертельна, и она пала под его ударами.
  - Елена — художница, дочь египтянина Тимона, она изобразила битву при Иссе, и эта картина была выставлена в храме Мира при Веспасиане (кн. IV).
- Ахиллов тоже было много (кн. VI):
  - Ахилл — сын Земли, который, когда Гера бежала от брака с Зевсом, убедил её выйти за Зевса замуж, и это был первый брак. Тогда Зевс пообещал, что все, кто носят это имя, будут знамениты.
  - Хозяин Хирона носил имя Ахилл, и его имя Хирон дал сыну Пелея.
  - Ахилл, сын Лисона, предложил остракизм в Афинах.
  - Ахилл — сын Зевса и Ламии, он был очень красив, из-за него состязались, и он выбрал судьей Пана. Афродита разгневалась и поместила в сердце Пана любовь к Эхо, а также сделала его непривлекательным.
  - Ахилл — сын некоего галата, с рождения был седым.
  - Есть еще сорок знаменитых Ахиллов, среди которых два пса, чье поведение было изумительным.
- О буквах (кн. V):
  - После победы в Олимпии в благодарность реке Алфею Геракл назвал в её честь букву «альфа», поместив её в начале алфавита.
  - Моисей, законодатель иудеев, был прозван «альфа», ибо имел белую паршу на теле.
  - Галерий Красс, военный трибун при Тиберии, был прозван «бета», ибо любил есть сахарную свёклу, которую римляне называют «бетакиум».
  - Горпиллиду, гетеру из Кизика, прозвали «гамма».
  - Антенора, автора «Истории Крита», называли «дельта» из-за любви к родному городу, а критяне называли его «дельтон».
  - Аполлоний, прославившийся во времена Птолемея Филопатора знанием астрономии, был прозван «эпсилон», ибо форма этой буквы напоминает луну.
  - Сатира, друга Аристарха, называли «дзета» из-за любви к исследованиям.
  - Эзопа его хозяин Идмон называл «тета» из-за переменчивого характера.
  - Мать Кипсела, которая была хромой, дельфийский бог назвал «лямбда».
  - Демокид сообщает, что Пифагор, который описал все числа, обозначается третьей буквой.
- Рассказы о Левкадской скале (кн. VII):
  - Она получила имя от Левка, спутника Одиссея, который был из Закинфа и был убит Антифом[29]. Это он построил храм Аполлона Левката.
  - Те, кто прыгают с вершины скалы, освобождаются от любви и её причины. После смерти Адониса Афродита блуждала и в Аргосе (город на Кипре), в святилище Аполлона Эрифия рассказала Аполлону о своей любви. Тогда Аполлон привел её на Левкадскую скалу и приказал спрыгнуть, она сделала это и освободилась. Когда она захотела узнать причину, то Аполлон рассказал, что он как предсказатель узнал, что Зевс, всегда влюбленный в Геру, стоял на скале и избавился от любви.
  - Многие другие мужчины и женщины страдали от зла любви и освободились, спрыгнув со скалы. Артемеса, дочь Лигдамида, который воевал с Персией, влюбленная в Дардана из Абидоса и презираемая им, выцарапала ему глаза, пока он спал, но боги только усилили любовь. Согласно оракулу, она спрыгнула с Левкадской скалы и умерла.
  - Гиппомедонт из Эпидамна был безуспешно влюблен в юношу, который склонялся к другому. Он убил его, а затем покончил с собой, спрыгнув с Левкадской скалы.
  - Комический поэт Никострат, влюбленный в Тетигидейю из Мирины, спрыгнул и излечился от любви.
  - Макес из Бутрота был прозван «Белой скалой» (Левкопетр), ибо излечивался от любви, спрыгивая со скалы четырежды.
- Рассказывают и о многих других:
  - Булагор из Фанагории, влюбленный во флейтиста Диодора, спрыгнул со скалы и погиб уже немолодым.
  - Родопа из Амисены покончила с собой, спрыгнув вниз, влюбившись в двух близнецов, стражников царя Антиоха по имени Антифонт и Кир.
  - Ямбический поэт Харин был влюблен в евнуха Эрота, дворецкого Евпатора. Доверяя легенде, он спрыгнул, сломал ногу, и умер от боли, сочинив эпиграмму о Левкадской скале.
  - Нирей из Катаны, влюбленный в афинянку Афину, спрыгнул со скалы и был избавлен от боли, попав в рыбачьи сети, где нашелся также ларец с золотом. Он стал судиться с рыбаком из-за золота, но во сне ему явился Аполлон и сказал, что тот должен благодарить за спасение, а не требовать золота.

## Иные упоминания
В некоторых случаях Фотий называет только тему рассказа, что не позволяет установить мотив, но в большинстве кратко излагает и мотив. К этим темам относятся:
- Истории о смерти Софокла и Протесилая (кн. I).
- Крёз спасся от огня (кн. I).
- Смерть Ахилла (кн. I).
- О Гомере и голубях (кн. I). Он объясняет, почему Поэт говорит, что голуби носят пищу богам (кн. I).
- О чем разговаривали Александр и Аристотель (кн. I).
- Кто такие хариты, упоминаемые Поэтом, с которыми он сравнивает волосы Евфорба?[30] (кн. II).
- Чей стих о Протее цитировал Александр? Автор рассказывает о Протее. Чью песнь любил петь Александр? Для кого Александр написал похоронную песнь? (кн. II)
- О палладии, который вместе украли Диомед и Одиссей (кн. III).
- О Гекале и всех тех, кто взял это имя (кн. III).
- Что значат слова поэта о дочерях Пандарея? (кн. III)
- О Полидаманте (кн. III).
- Что за слово Вакхилид приписывает Силену? (кн. VII)